# Radio Televizioni Shqiptar
Radio Televizioni Shqiptar (RTSH) ist die öffentlich-rechtliche Rundfunkanstalt Albaniens. Sie wurde 1938 als Radio Tirana gegründet und hat ihren Sitz in Tirana.
RTSH betreibt mehrere Fernsehprogramme, nationale Hörfunksender und lokale Programme. Radio Tirana International ist der Auslandsdienst des Hörfunks.

## Geschichte

Altes Logo

Der albanischsprachige Sender wurde 1938 mit italienischer Unterstützung gegründet. Ein Fernsehprogramm wurde erstmals 1960 ausgestrahlt.
Im kommunistischen Albanien war das Programm stark kontrolliert. Lange war es auch der einzige Sender, der in Albanien in der Landessprache zu empfangen war. Der Propagandacharakter hielt fast 50 Jahre lang.
Auch nach dem Ende des kommunistischen Regimes mischte sich die Regierung immer noch in das Programm ein. Der Schwerpunkt des Senders lag bei Musik und Kultur, Nachrichten waren immer noch tendenziös.
Mittlerweile ist RTSH eine öffentlich-rechtliche Rundfunkgesellschaft, die mit zahlreichen privaten Sendern konkurrieren muss. Seit 1993 wird das Programm auch über Satellit ausgestrahlt.
Das Archiv von Radio Tirana, gegründet 1938, ist eines der ältesten Radioarchive Europas mit Klangproben aus 8.000 Schellackplatten und 15.000 Tonbändern. Es befand sich 2019 unmittelbar vor seiner Selbstauflösung.

## Televizioni Shqiptar (TVSH)

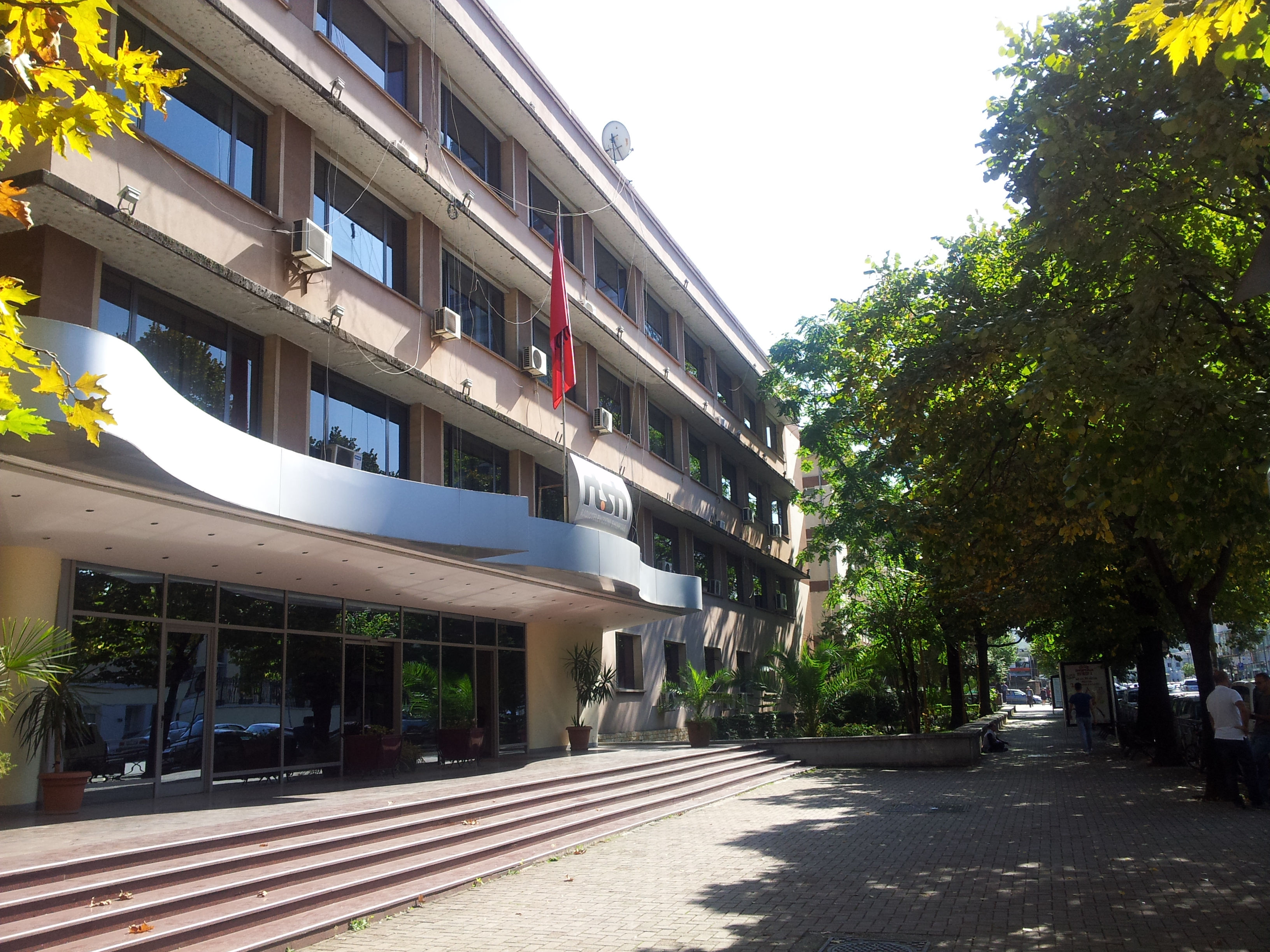
Gebäude von RTSH in Tirana

Der nationale Fernsehsender TVSH sendet sein Programm seit 1960. Mit dem Zerfall des kommunistischen Regimes in Albanien 1990/91 wurden private Sender gegründet, die heute weitaus erfolgreicher sind als TVSH. Dem Sender wird eine tendenziöse Berichterstattung vor allem bei den Nachrichten vorgeworfen.
Nachfolgend ist eine Auswahl einiger Eigenproduktionen des Senders aufgeführt, die teilweise immer noch im Sendeprogramm sind:
| - 7x7 (Sendung zu den wichtigsten Ereignissen der Woche) - Duel (Diskussionssendung zu geschichtlichen Themen) - Jo Vetëm Kafe (Morgensendung) - Kafeja e së dielës (Sonntags-Morgensendung) - Katalog kulturor (Kultursendung) - Mini Mini Show (Kindersendung) - Planeti i Muzikës (Musiksendung) | - Rubrika sportive (Sportsendung) - Skaner (Magazin) - Sofra Shqiptare (Kochsendung) - Takim me kinemanë (Informationssendung zu aktuellen Kinohits) - Troç (Reportage; Zusammenarbeit mit der UNICEF) - Zik Zak (Dokumentationsfilme) |

Daneben werden nationale Festivals und Konzerte ausgestrahlt, die zum Teil auch von RTSH selbst produziert sind:
- Ethet e së premtes mbrëma (nicht mehr produziert)
- Festivali i Këngës
- Nationales Folklorefestival von Gjirokastra

## Kooperationen
RTSH ist seit 1999 Mitglied bei der Europäischen Rundfunkunion, die zahlreiche Projekte innerhalb Europas gestaltet. Zu den bekanntesten zählt der Eurovision Song Contest, an dem Albanien seit 2004 teilnimmt. Der albanische Vorentscheid zu diesem Gesangswettbewerb wird beim alljährlich stattfindenden Festivali i Këngës gefällt (siehe hierzu: Albanien beim Eurovision Song Contest).

## Programme
| Fernsehsender | Fernsehsender | Schwerpunkt                         |
| ------------- | ------------- | ----------------------------------- |
|               | RTSH 1        | Schwerpunkt eher Massenunterhaltung |
|               | RTSH 2        | Minderheitenprogramm                |
|               | RTSH 3        | Programm für Albaner im Ausland     |
|               | RTSH Film     | Serien, Filme, Shows                |
|               | RTSH Muzikë   | Musik                               |
|               | RTSH Shqip    | Kultur, Drama, Shows                |
|               | RTSH Fëmijë   | Kleinkinderprogramm                 |
|               | RTSH Shkollë  | Bildungsprogramm                    |
|               | RTSH Sport    | Sport                               |
|               | RTSH Plus     | Kultur, Shows, Musik                |
|               | RTSH 24       | Nachrichten                         |
|               | RTSH Sat      | Auslandsprogramm                    |
|               | RTSH Kuvënd   | Liveübertragung aus dem Parlament   |

| Radiosender                | Schwerpunkt                           |
| -------------------------- | ------------------------------------- |
| Radio Tirana 1             | Schwerpunkt eher Massenunterhaltung   |
| Radio Tirana 2             | Albanische Musik                      |
| Radio Tirana 3             | Programm für Albaner im Ausland       |
| Radio Tirana International | Auslandsradio in sieben Fremdsprachen |
| Radio Tirana Klasik        | Klassische Musik                      |

| Sender                        | Schwerpunkt                        |
| ----------------------------- | ---------------------------------- |
| Radio Televizioni Gjirokastra | TV- und Radiosender in Gjirokastra |
| Radio Televizioni Korça       | TV- und Radiosender in Korça       |
| Radio Kukësi                  | Radiosender in Kukës               |
| Radio Televizioni Shkodra     | TV- und Radiosender in Shkodra     |